# Proširena obitelj
Proširena obitelj predstavlja društvenu grupu koja se sastoji od većeg broja srodnika, tipično od barem tri generacije iste obitelji.
Često potomak iz nuklearne obitelji ostaje u domaćinstvu svojih roditelja dok zasniva brak u kojem ima djecu i time zasniva vlastitu nuklearnu obitelj. Na takav se način dvije ili više nuklearnih obitelji sklapaju u "molekulu" jedne šire obiteljske zajednice.
S obzirom na to da emocionalne veze i socijalna podrška između srodnika djeluju čak i ako ne žive u istom kućanstvu, o "široj obitelji" se govori i onda kada rođaci ne žive pod istim krovom.

## Poveznice
- Rodbinski nazivi
- Kućanstvo